# تیم ملی بسکتبال سوئیس
تیم ملی بسکتبال سوئیس نماینده سوئیس در مسابقات بین‌المللی بسکتبال است .
سوئیس در تاریخ بسکتبال خود به دو رقابت قهرمانی اروپا ( ۱۹۳۵ ، ۱۹۴۶ ، ۱۹۵۱ ، ۱۹۵۳ ، ۱۹۵۵) رسیده است. تیم ملی همچنین سه بار در المپیک تابستانی ( ۱۹۳۶ ، ۱۹۴۸ ، ۱۹۵۲) حضور داشته است. با این حال ، سوئیس طی دهه های گذشته تلاش کرده تا بار دیگر به مسابقات جهانی راه یابد . آنها همچنان به دنبال اولین حضور خود در جام جهانی بسکتبال هستندو خواهند بود .

### فیلم
- سوئیس v ایسلند- بازی کامل - EuroBasket 2021 ویدئوی پیش مرحله از Youtube.com